# Levallois Sporting Club Judo
Der Levallois Sporting Club Judo ist eine Sektion des Levallois Sporting Club. Mit 800 Mitgliedern ist er einer der größten Judoclubs in Frankreich. Zu den französischen Meister des Vereins zählen Teddy Riner, Gévrise Émane und Benjamin Darbelet.

## History
Der Verein in Levallois wurde 1949 gegründet. 1984 wurde der Club in den Levallois Sporting Club integriert. Innerhalb weniger Jahre entwickelte sich der Verein zu einem der bedeutendsten Judo-Vereine Frankreichs und 1996 wurde Marie-Claire Restoux die erste Olympiasiegerin in der Vereinsgeschichte. Seitdem ist der LSC Judo die Heimat zahlreicher Champions wie Teddy Riner und Gévrise Émane. Ihr Cheftrainer ist Roger Vachon, der auch Mitglied der Auswahlkommission der französischen Mannschaft ist.
Die Herrenmannschaft belegte bei den Europapokal der Landesmeister in den Jahren 2007 und 2008 den dritten Platz.

## Bekannte Judoka

### Vergange
- Matthieu Dafreville
- Benjamin Darbelet
- Gévrise Émane
- Cathy Fleury
- Stephanie Possamai
- Marie-Claire Restoux
- Gella Vandecaveye